# آبادان (ایرانشهر)
آبادان، روستایی در دهستان آبادان بخش دامن شهرستان ایرانشهر در استان سیستان و بلوچستان ایران است. این روستا، مرکز دهستان آبادان است.

## جمعیت
بر پایه سرشماری عمومی نفوس و مسکن در سال ۱۳۹۵، جمعیت این روستا برابر با ۲٬۷۶۳ نفر (۶۷۶ خانوار) بوده است.